# Баграт I Магістр
Баграт I (*ბაგრატ, д/н — 945) — співцар Картлі у 937—945 роках. за загальною хронологією роду Багратіоні рахується як Баграт II. В той же час є першим царем й першим князем Тао з цим ім'ям.

## Життєпис
Походив з династії Багратіоні. Третій син Адарнасе II, царя Картлі. 910-х роках останній фактично втратив Картлі, зберігши номінальний титул та володіння Кларджеті. Після смерті батька владу і царський титул отримав старший брат Ашота — Давид II. Деякий час опікувався своїми володіннями Джавахеті і Артаані.
Згодом долучився до візантійського війська в походах проти мусульманських еміратів, зокрема 931 року при відвоюванні Феодосіополя, 933—934 років відзначився при облозі Мелітени, яку вів протоспафар Іоанн Куркуас. За це отримав фортецю Мастат. Проте поразка візантійсько-грузинського війська 938 року від еміра Сайф аль-Даули Хамданіда змусило Баграта повернути Мастат. За цим брав участь в обороні родинних земель від нападів Хамданідів.
937 року другий старший брат Ашот II, що посів трон, зробив Баграта своїм співволодарем, а Візантія надала титул магістра (за іншими джерелами отримав його 923 року). На це вказує напис в церкві в Ішхані, де того названо «магістром і царем». Також візантійський імператор Костянтин VII видав хрисовул Ашоту II і Баграту, яким надав право володіти «усіма місцями агарійців», які вони зможуть захопити.
941 року після смерті родича Гургена II успадкував князівство Верхнє Тао. Протягом 940-х років брав участь у військових походах проти арабів. Помер 945 року. Його володіння приєднав брат Ашот II.

## Родина
- Адарнасе (д/н—961), співцар Картлі